# Tren Curicó-Linares
El Tren Curicó-Linares es un servicio de tren de cercanías entre Curicó y Linares en la región del Maule, Chile, operado por la Empresa de los Ferrocarriles del Estado.
Se estima 555.000 personas beneficiadas y se extiende por 114 kilómetros desde la Estación Curicó, uniendo 5 comunas pertenecientes a las provincias de Curicó, Talca y Linares: Curicó, Molina, Talca, San Javier y Linares.

## Historia
Durante la cuenta pública de 2023, el presidente Gabriel Boric anunció la implementación de tres trenes de cercanía 30/30, es decir, servicios que conecten ciudades a 30 kilómetros de distancia en 30 minutos, en tres regiones del país. Los servicios son el Tren Temuco-Pitrufquén, el tren Llanquihue-Puerto Montt y el Tren Curicó-Linares.
El 12 de abril de 2024, en el contexto del inicio de la remodelación de la estación Curicó, el ministro de Transporte y Telecomunicaciones, Juan Carlos Muñoz, anunció la puesta en marcha del servicio para mayo de ese mismo año. El inicio oficial del servicio ocurrió el 29 de mayo del mismo año.

## Infraestructura

### Características
El viaje de Curicó a Talca dura 42 minutos, mientras que de Linares a Talca 39 minutos. El servicio es cubierto por dos trenes eléctricos con capacidad para 180 pasajeros sentados cada uno.

### Estaciones
Las estaciones, en el sentido de norte a sur, son las siguientes:
| Estación   | Inauguración       | Acceso para discapacitados | Ubicación                                          | Comuna     | Tipo                      | Posición    |
| ---------- | ------------------ | -------------------------- | -------------------------------------------------- | ---------- | ------------------------- | ----------- |
| Curicó     | 29 de mayo de 2024 | Acceso para discapacitados | Maipú 657                                          | Curicó     | Terminal                  | Superficial |
| Molina     | 29 de mayo de 2024 | Acceso para discapacitados | Avenida Estación S/N                               | Molina     | Paradero, de paso         | Superficial |
| Talca      | 29 de mayo de 2024 | Acceso para discapacitados | Avenida 11 Oriente 1000                            | Talca      | Paradero y de combinación | Superficial |
| San Javier | 29 de mayo de 2024 | Acceso para discapacitados | Avenida José Manuel Balmaceda esq. General Barboza | San Javier | Paradero, de paso         | Superficial |
| Linares    | 29 de mayo de 2024 | Acceso para discapacitados | Avenida Brasil S/N                                 | Linares    | Terminal                  | Superficial |